# Georg Büttner

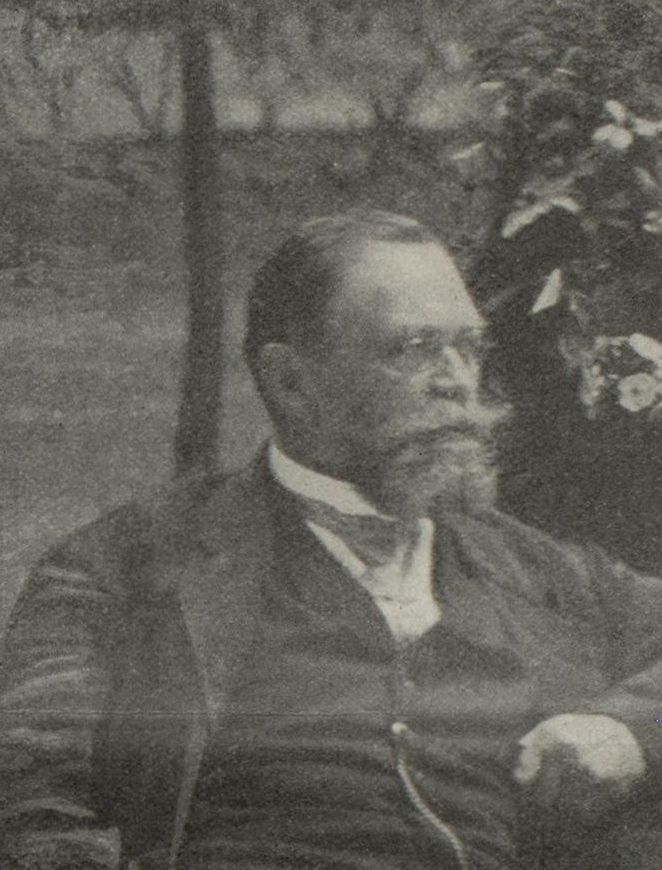
Georg Büttner

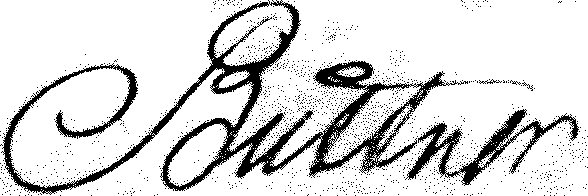
Unterschrift von Georg Büttner

Georg Büttner (* 24. August 1858 in Krotoschin; † 24. Oktober 1914 in Flandern) war ein deutscher Architekt und preußischer Baubeamter. Er gilt als Hauptvertreter des evangelischen Sakralbaus in Berlin und der Mark Brandenburg zu Beginn des 20. Jahrhunderts.

## Leben und Wirken
Büttner studierte am Polytechnikum Stuttgart und an der Technischen Hochschule (Berlin-)Charlottenburg, u. a. bei Julius Carl Raschdorff. Nach den Staatsprüfungen arbeitete er zunächst bei Johann Eduard Jacobsthal, bis er 1890 in den preußischen Staatsdienst übernommen wurde und mehrere Jahre im Ministerium der öffentlichen Arbeiten in Berlin beschäftigt war. Von 1902 bis 1907 war Büttner brandenburgischer Provinzialkonservator und vertrat als Anhänger der Dorfkirchenbewegung in Vorträgen und Veröffentlichungen die Ansicht, dass die Dorfkirche in ihrer Gestalt, Ausstattung sowie Funktion den Mittelpunkt eines Dorfes bilden solle. Die vom Lande ausgehende religiöse Erneuerung könne auch für das Bauwesen positive Anregungen geben. Seine Artikel veröffentlichte er u. a. in der seit 1907 erschienenen Zeitschrift Die Dorfkirche.
Er war als preußischer Baubeamter mit staatlichen Bauausführungen betraut. Unter seiner Leitung entstanden das Friedrichs-Gymnasium in Breslau (1896), die Wiederherstellung des Erfurter Doms (um 1900) und der Neubau der Unterrichtsanstalt des Kunstgewerbemuseums Berlin (1901–1905). Seit 1906 wirkte er außerdem als Leiter des kirchlichen Bauamts des Königlichen Konsistoriums der Provinz Brandenburg. Ab 1907 war er technisches Mitglied der Ministerial-Baukommission in Berlin.
Büttner starb als Soldat am Abend des 24. Oktober 1914 an den Folgen eines Kopfschusses in Flandern.

## Bauten und Entwürfe
Georg Büttner entwarf neben Gemeinde- und Pfarrhäusern, Kapellen und vor allem etwa 20 Kirchen, von denen die meisten bis heute gut erhalten geblieben sind.

### Kirchen
| Jahr | Art des Gebäudes                             | Ort                                                                                                   | Bemerkung | Bild |
| ---- | -------------------------------------------- | --- | --- | ---- |
| 1907 | Dorfkirche Bagow                             | Bagow (Lage)                                                                                          | |      |
| 1907 | Friedhofskapelle                             | Blindow (Lage)                                                                                        | |      |
| 1908 | Kirche                                       | Ravensbrück, Gelderner Straße 3 (Lage)                                                                | Die Kirche wurde in den 1970er Jahren säkularisiert und der Turm abgerissen. Sie dient heute als Wohnhaus und Werkstatt. |      |
| 1908 | Christuskirche                               | Döbern (Lage)                                                                                         | |      |
| 1909 | Dorfkirche                                   | Hohen Neuendorf, Oberhavel (Lage)                                                                     | |      |
| 1910 | Dorfkirche                                   | Lennewitz (Lage)                                                                                      | |      |
| 1910 | Dorfkirche                                   | Oggerschütz (heute der Ortsteil Ojerzyce der Gemeinde Szczaniec in der Woiwodschaft Lebus) (Lage)     | |      |
| 1910 | Dorfkirche                                   | Pinnow (Gemeinde Schenkendöbern), Landkreis Spree-Neiße (Lage)                                        | |      |
| 1910 | Dorfkirche                                   | Bork (Kyritz), Landkreis Ostprignitz-Ruppin (Lage)                                                    | |      |
| 1910 | Dorfkirche                                   | Wustrau, Landkreis Ostprignitz-Ruppin (Lage)                                                          | Neugestaltung des Innenraumes                                                                                            |      |
| 1911 | Friedenskirche                               | Wildau (Lage)                                                                                         | |      |
| 1911 | Leichenhalle                                 | Gulow                                                                                                 | |      |
| 1911 | Dorfkirche                                   | Trampe (heute der Ortsteil Strąpie der Gemeinde Barlinek in Polen) (Lage)                             | |      |
| 1912 | Dorfkirche                                   | Seeläsgen (heute der Ortsteil Przełazy der Gemeinde Lubrza in der Woiwodschaft Lebus) (Lage)          | |      |
| 1912 | Evangelische Johanneskirche und Gemeindehaus | Berlin-Schlachtensee, Matterhornstraße 37/39 (Lage)                                                   | |      |
| 1912 | Dorfkirche                                   | Neu Stüdnitz (heute Ortsteil Nowa Studnica der Gemeinde Tuczno in der Woiwodschaft Westpommern)(Lage) | |      |
| 1913 | Dorfkirche                                   | Helle (Lage)                                                                                          | |      |
| 1914 | Evangelische Autobahn- und Gemeindekirche    | Werbellin, Barnim (Lage)                                                                              | |      |
| 1914 | Kirche                                       | Sachsenhausen, Oberhavel (Lage)                                                                       | |      |
| 1914 | Dorfkirche                                   | Sophienstädt, Barnim (Lage)                                                                           | |      |
| 1914 | Kapelle                                      | Riegersdorf (heute der Ortsteil Rudgerzowice der Gemeinde Świebodzin in Polen) (Lage)                 | |      |
| 1914 | Martin-Luther-Kirche                         | Zeuthen (Lage)                                                                                        | |      |
| 1915 | Dorfkirche                                   | Bälow (Lage)                                                                                          | |      |
| 1916 | Dorfkirche                                   | Groß Köris (Lage)                                                                                     | |      |

### Kirchtürme
| Jahr    | Art des Gebäudes          | Ort     | Bemerkung | Bild |
| ------- | ------------------------- | ------- | --------- | ---- |
| 1909    | Turm                      | Tasdorf |           |      |
| 1912    | Dachreiter auf Kirchturm  | Koppen  |           |      |
| 1913(?) | Dachreiter auf Dorfkirche | Roddan  |           |      |

### Gemeinde- und Pfarrhäuser
| Jahr | Ort                  | Bemerkung | Bild |
| ---- | -------------------- | --------- | ---- |
| 1908 | Eichwalde            |           |      |
| 1910 | Mohrin               |           |      |
| 1910 | Tasdorf              |           |      |
| 1911 | Wildau               |           |      |
| 1912 | Berlin-Schlachtensee |           |      |
| 1912 | Zeuthen              |           |      |
| 1912 | Schmarse             |           |      |

## Schriften
- Die neue Kirche in Bagow (West-Havelland). In: Hans von Lüpke (Hrsg.): Die Dorfkirche, Monatsschrift zur Pflege des religiösen Lebens in heimatlicher und volkstümlicher Gestalt. 1. Jahrgang. Deutsche Landbuchhandlung, Berlin 1908, S. 33–35 (Heft 1; 15. Oktober 1907).
- Ausgestaltung einer märkischen Dorfkirche. In: Hans von Lüpke (Hrsg.): Die Dorfkirche, Monatsschrift zur Pflege des religiösen Lebens in heimatlicher und volkstümlicher Gestalt. 1. Jahrgang. Deutsche Landbuchhandlung, Berlin 1908, S. 35–38 (Heft 1; 15. Oktober 1907).
- Der Orgelprospekt. In: Hans von Lüpke (Hrsg.): Die Dorfkirche, Monatsschrift zur Pflege des religiösen Lebens in heimatlicher und volkstümlicher Gestalt. 1. Jahrgang. Deutsche Landbuchhandlung, Berlin 1908, S. 128–130 (Heft 3; 15. Dezember 1907).
- Die Dorfkirche im Grünen. In: Hans von Lüpke (Hrsg.): Die Dorfkirche, Monatsschrift zur Pflege des religiösen Lebens in heimatlicher und volkstümlicher Gestalt. 1. Jahrgang. Deutsche Landbuchhandlung, Berlin 1908, S. 258–263 (Heft 6; 15. März 1908).
- Kirchenheizung. In: Hans von Lüpke (Hrsg.): Die Dorfkirche, Monatsschrift zur Pflege des religiösen Lebens in heimatlicher und volkstümlicher Gestalt. 1. Jahrgang. Deutsche Landbuchhandlung, Berlin 1908, S. 344–345 (Heft 8; 15. Mai 1908).
- Die Leichenhalle. In: Hans von Lüpke (Hrsg.): Die Dorfkirche, Monatsschrift zur Pflege des religiösen Lebens in heimatlicher und volkstümlicher Gestalt. 1. Jahrgang. Deutsche Landbuchhandlung, Berlin 1908, S. 352 (Heft 8; 15. Mai 1908).
- Das evangelische Pfarrhaus. In: Hans von Lüpke (Hrsg.): Die Dorfkirche, Monatsschrift zur Pflege des religiösen Lebens in heimatlicher und volkstümlicher Gestalt. 1. Jahrgang. Deutsche Landbuchhandlung, Berlin 1908, S. 389–393 (Heft 9; 15. Juni 1908).
- Das Pfarrhaus. In: Hans von Lüpke (Hrsg.): Die Dorfkirche, Monatsschrift zur Pflege des religiösen Lebens in heimatlicher und volkstümlicher Gestalt. 1. Jahrgang. Deutsche Landbuchhandlung, Berlin 1908, S. 431–434 (Heft 10; 15. Juli 1908).
- Die Kirche in Frutigen. In: Hans von Lüpke (Hrsg.): Die Dorfkirche, Monatsschrift zur Pflege des religiösen Lebens in heimatlicher und volkstümlicher Gestalt. 2. Jahrgang. Deutsche Landbuchhandlung, Berlin 1908, S. 80–81 (Heft 2; 15. November 1908).
- Die Entstellung unseres Landes. In: Hans von Lüpke (Hrsg.): Die Dorfkirche, Monatsschrift zur Pflege des religiösen Lebens in heimatlicher und volkstümlicher Gestalt. 3. Jahrgang. Deutsche Landbuchhandlung, Berlin 1909, S. 37–40 (Heft 1; 1. Oktober 1909).
- Das evangelische Pfarrhaus. In: Hans von Lüpke (Hrsg.): Die Dorfkirche, Monatsschrift zur Pflege des religiösen Lebens in heimatlicher und volkstümlicher Gestalt. 3. Jahrgang. Deutsche Landbuchhandlung, Berlin 1909, S. 163–169 (Heft 1; 1. Oktober 1909).
- Deutscher Verein für Ländliche Wohlfahrts- und Heimatpflege (Hrsg.): Die Märkische Dorfkirche. Vortrag auf der 10. Hauptversammlung des Deutschen Vereins für ländliche Wohlfahrts- und Heimatpflege am 13. Februar 1906. Deutsche Landbuchhandlung, Berlin 1906.
- Der Erweiterungsbau des Königlichen Kunstgewerbemuseums in Berlin. In: Zeitschrift für Bauwesen. Nr. 10, 1908, Sp. 509–528 (zlb.de).